# George Horsford

Frédéric Chopin, Grande valse brillante Es-Dur op. 18, Titelblatt der Erstausgabe, 1843, mit der Widmung „A Mademoiselle Laura Horsford“

George Horsford (* 1767 in Antigua; † 28. April 1840 in Paris) war ein britischer Offizier. Als Lieutenant-General war er von 1814 bis 1816 Vizegouverneur von Bermuda.

## Leben
Die Familie Horsford stand in mehrfacher Beziehung zu Frédéric Chopin. So waren zwei der fünf Kinder, die beiden Töchter Laura und Emma, Chopins Schülerinnen. Chopin widmete Emma Horsford 1833 sein Opus 12, Variations brillantes sur le rondeau favori „Je vends des Scapulaires“ de „Ludovic“ de Hérold et Halévy in B-Dur. Ebenfalls 1833 widmete Chopin ihrer Schwester Laura Horsford den Grande valse brillante Es-Dur Opus 18. Über Laura gelangte das Manuskript des ihr gewidmeten Walzers vermutlich in den Besitz der Familie und schließlich an die Yale University. Auch ein Diener der Familie Horsford wechselte in die Dienste Chopins.
Zu den Kindern der Familie Horsford zählte auch der General Sir Alfred Horsford (1818–1885).